# SAP Arena
La SAP Arena est une salle omnisports située à Mannheim dans le Land du Bade-Wurtemberg en Allemagne. La salle est principalement utilisée pour les rencontres de hockey sur glace, de handball et les concerts. Elle a une capacité de 13 200 à 13 900 places  pour les sports et plus de 15 000 places pour les concerts.
Depuis 2005, elle accueille les clubs de hockey sur glace du Adler Mannheim et de handball des Rhein-Neckar Löwen.
Fin décembre 2022, le MLP Academics Heidelberg y a joué contre Bayern Munich (basket-ball). Les Academics ont attiré un nombre record de 10 454 visiteurs. Pour chaque billet vendu, un don a été fait à la Courage Foundation pour le soutien des enfants souffrant de maladies chroniques.

## Événements
- Championnat du monde masculin de handball 2007
- Coupe des nations de hockey sur glace, 7 au 9 novembre 2008
- Championnat du monde de hockey sur glace 2010
- Concert de Madonna, lors du Rebel Heart Tour, le 29 novembre 2015

## Galerie

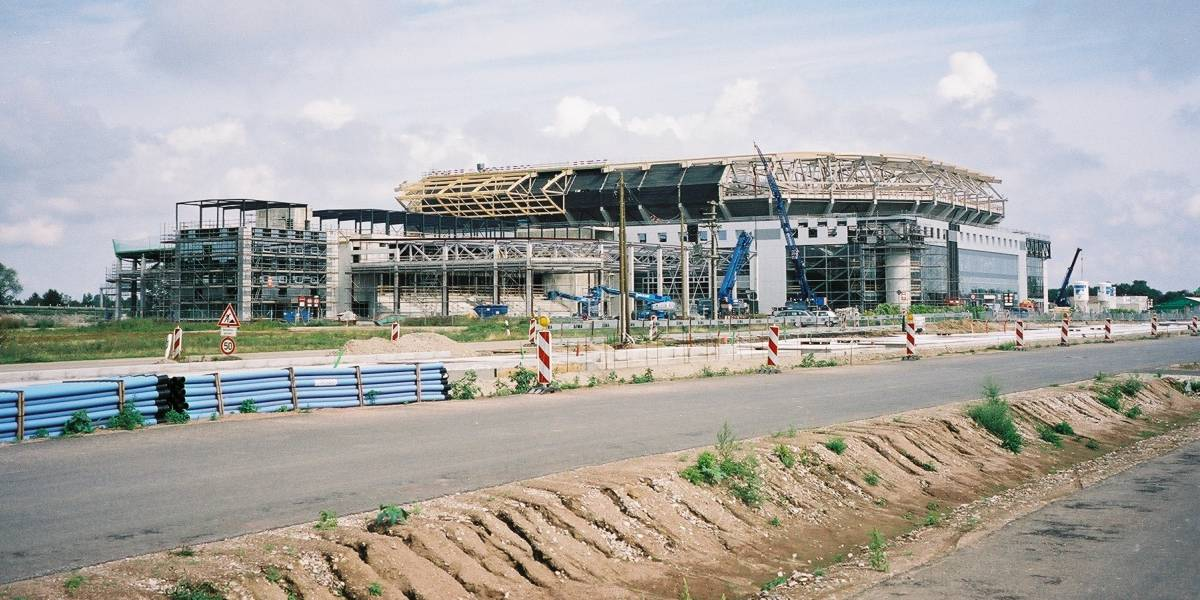
Vue du site lors de la construction
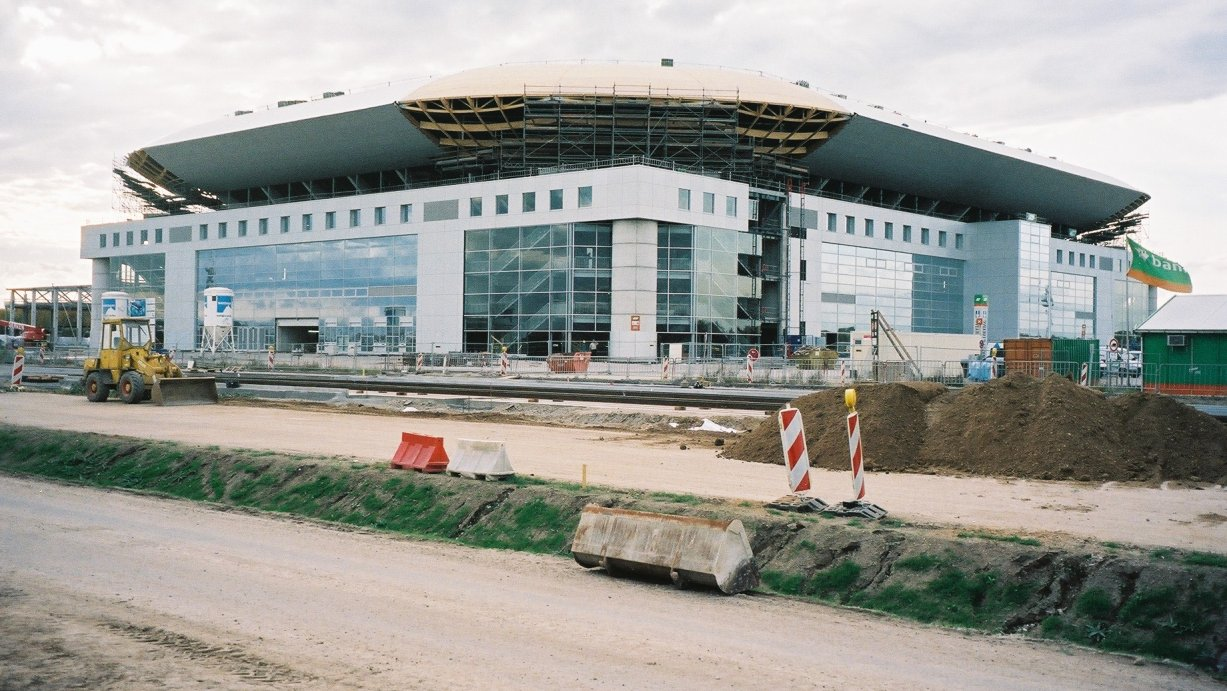
Autre vue du chantier
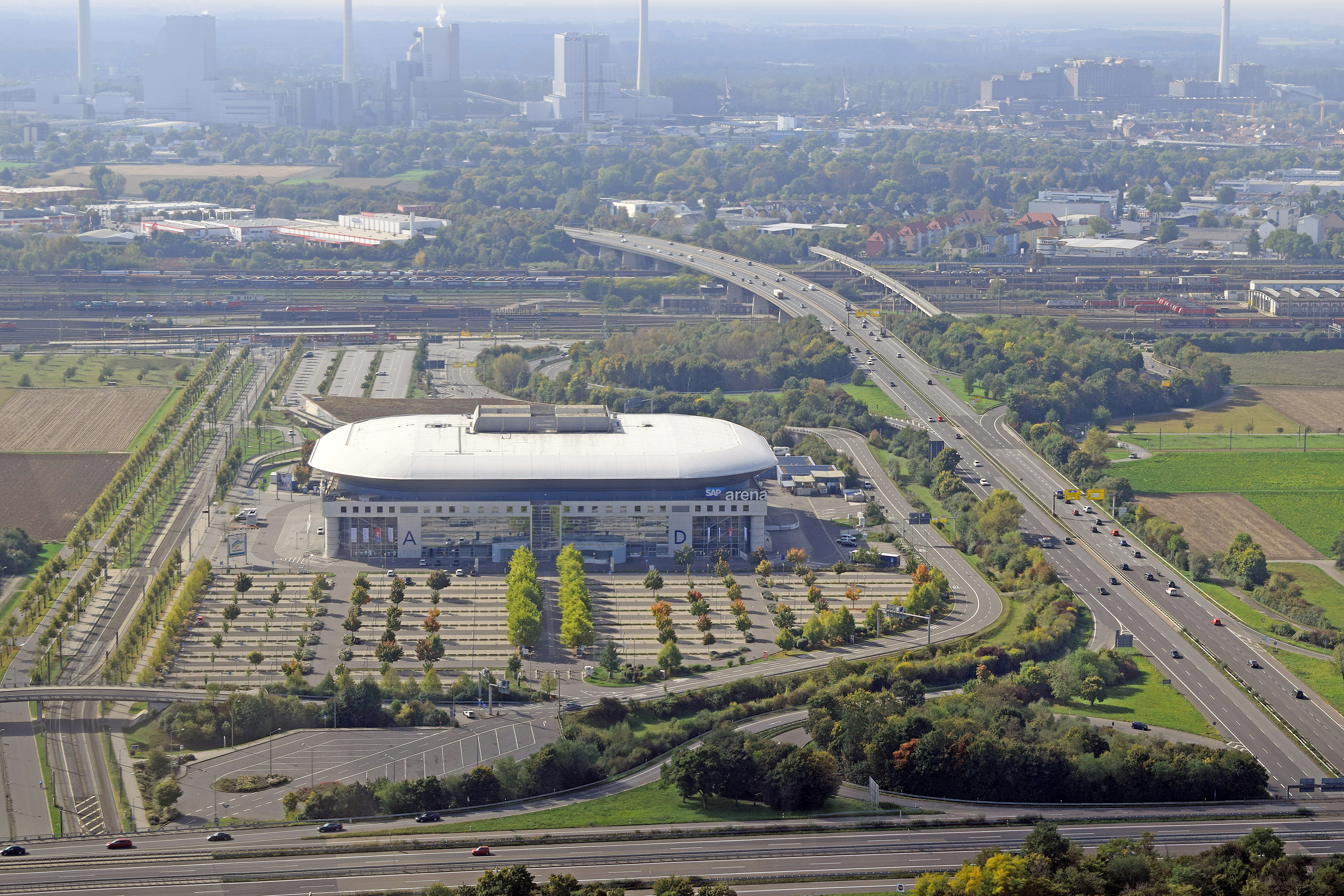
Vue aérienne
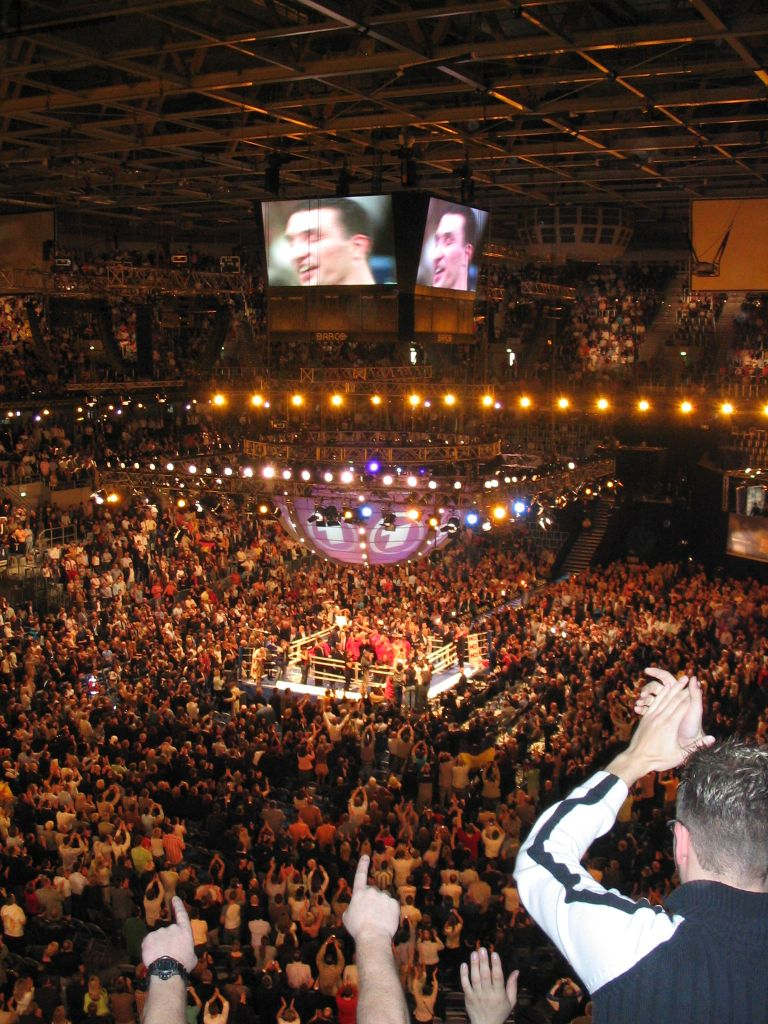
Boxe
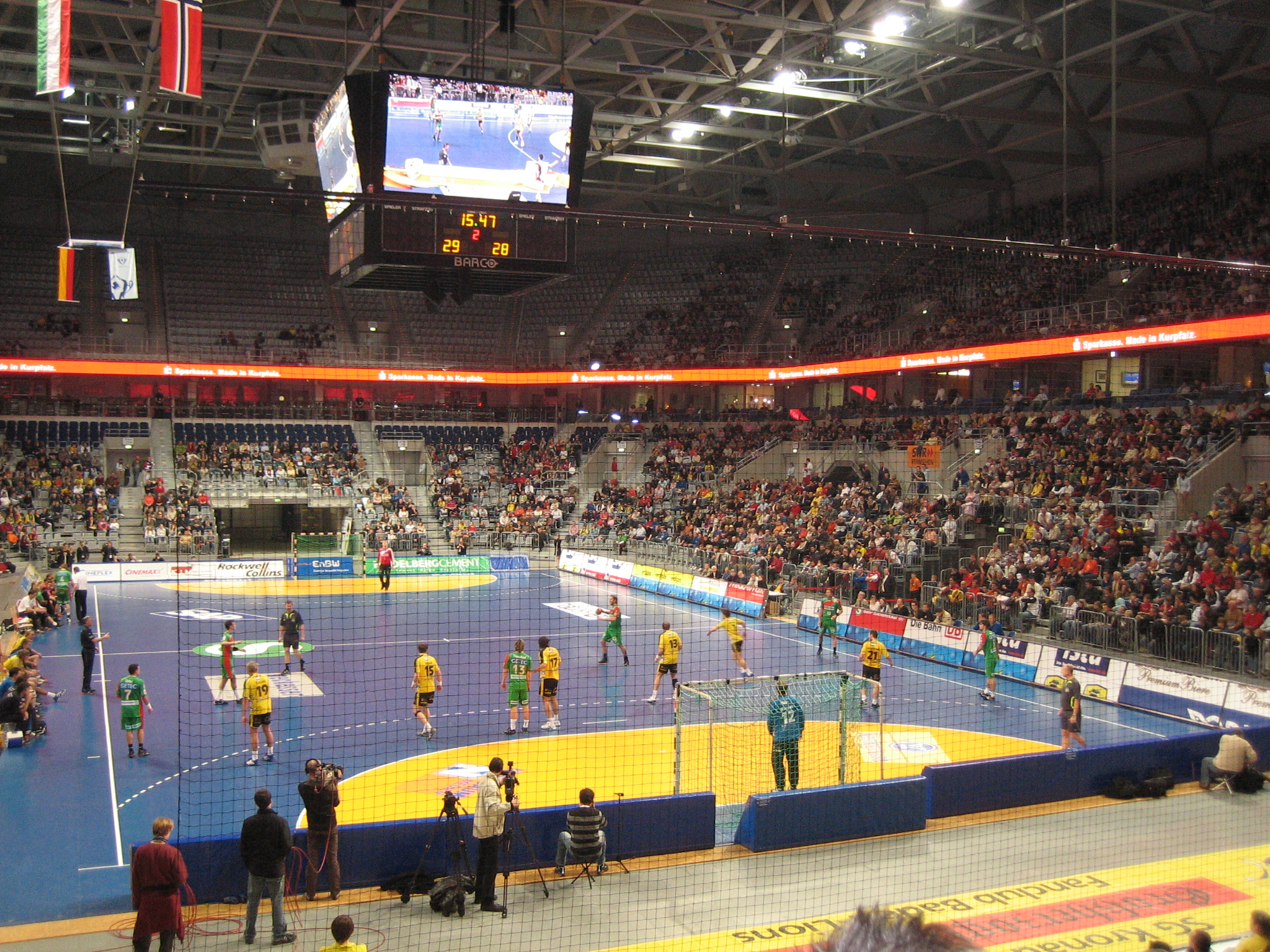
Handball
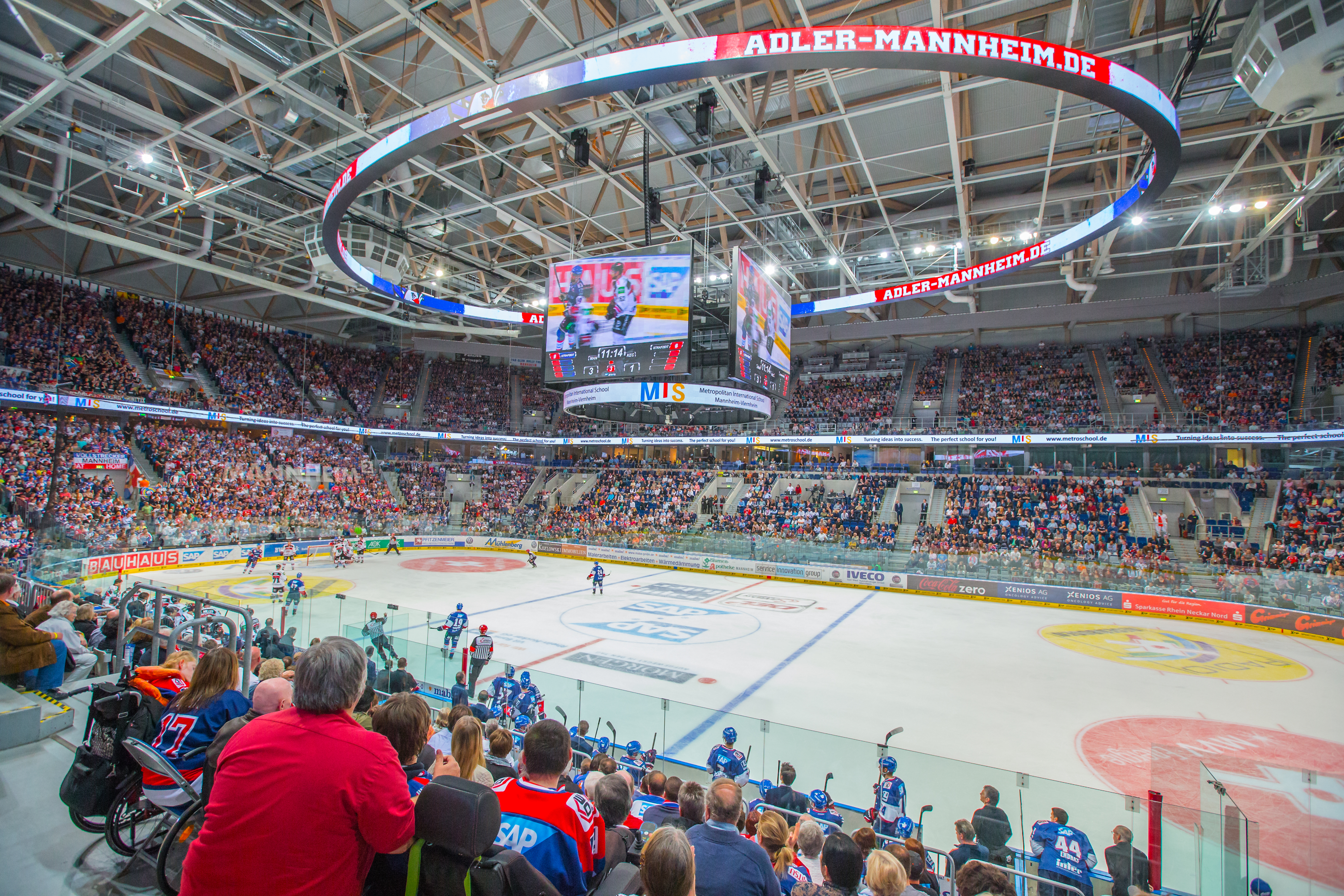
Hockey sur glace